# Богл, Джейден
Джейден Богл (англ. Jayden Bogle; род. 27 июля 2000, Рединг) — английский футболист, правый защитник клуба «Лидс Юнайтед».

## Клубная карьера
Уроженец Рединга, Беркшир, Джейден начал футбольную карьеру в академии одноимённого клуба. Впоследствии играл за молодёжную команду «Суиндон Таун». В январе 2016 года стал игроком молодёжной команды «Дерби Каунти». 14 августа 2018 года дебютировал в основном составе «Дерби Каунти» в матче Кубка Английской футбольной лиги против «Олдем Атлетик». Четыре дня спустя дебютировал в Чемпионшипе, выйдя в стартовом составе в матче против «Миллуолла».
7 сентября 2020 года перешёл в «Шеффилд Юнайтед», подписав с «клинками» четырёхлетний контракт. 17 сентября дебютировал за клуб в матче Кубка Английской футбольной лиги против «Бернли». 20 декабря 2020 года дебютировал в Премьер-лиге, выйдя на замену Риану Брустеру на 54-й минуте, а спустя девять минут отличился забитым мячом после передачи Дэвида Макголдрика.

## Карьера в сборной
В 2019 году дебютировал в составе сборной Англии до 20 лет.

## Достижения
«Лидс Юнайтед»
- Победитель Чемпионшипа Английской футбольной лиги: 2024/25